# Sárgászöld zuzmóbagoly
A sárgászöld zuzmóbagoly (Cryphia algae) a rovarok (Insecta) osztályának a lepkék (Lepidoptera) rendjéhez, ezen belül a bagolylepkefélék (Noctuidae) családjához tartozó faj.

## Szinonimák
- Noctua algae Fabricius, 1775
- Phalaena algae Fabricius, 1775
- Bryophila algae (Fabricius, 1775)
- Metachrostis algae (Fabricius, 1775)
- Euthales algae (Fabricius, 1775)
- Noctua degener [Denis & Schiffermüller], 1775
- Noctua spoliatricula [Denis & Schiffermüller], 1775
- Phalaena Noctua calligrapha Borkhausen, 1792
- Phalaena Noctua chloris Borkhausen, 1792
- Noctua mendacula Hübner, [1813]

## Elterjedése
Európa Földközi-tenger közeli része és a Közel-Keleten gyakoribb. Magyarországon igen elterjedt, sokfelé gyakori. Északnyugat-Németországban faj igen ritka, délebbre fordul elő nagyobb egyedszámban, köztük a nedves lombhullató és vegyes erdőkben, a partvonalon található területeken, a gyümölcsösökben és ligetekben.

## Megjelenése
Szárnyfesztávolsága 22-25 milliméter. Az első szárnyak színe szürke vagy sötét szürke és zöld moha keveréke. A gyökér mező világosabb, mint az átlag. A hátsó szárnyak szürkésbarnák.

## Életmódja
Egy nemzedéke van évente, ami június végétől szeptember végéig repül. Éjszakai lepke és nagyon rejtett életet él, a zuzmóval borított fatörzseken, tökéletesen álcázza magát. A hernyók tápnövényei a fák, különösképp Quercus- és Populus-fajok zuzmói.

## Fordítás
- Ez a szócikk részben vagy egészben  a   Dunkelgrüne Flechteneule című német Wikipédia-szócikk fordításán alapul.  Az eredeti cikk szerkesztőit annak laptörténete sorolja fel. Ez a jelzés csupán a megfogalmazás eredetét és a szerzői jogokat jelzi, nem szolgál a cikkben szereplő információk forrásmegjelöléseként.